# Test dziewictwa
Test dziewictwa – praktyka mająca na celu określenie, czy dziewczyna lub kobieta jest dziewicą, tj. ustalenie, czy kiedykolwiek odbyła stosunek seksualny. Test zazwyczaj obejmuje sprawdzenie obecności nienaruszonej błony dziewiczej, opierając się na błędnym założeniu, że może ona zostać uszkodzona jedynie w wyniku stosunku seksualnego. 
Testy na dziewictwo powszechnie postrzegane są jako kontrowersyjne, zarówno ze względu na ich konsekwencje dla testowanych dziewcząt i kobiet, jak i dlatego, że są uważane za nieetyczne. W przypadkach podejrzenia gwałtu lub wykorzystywania seksualnego dzieci może być wykonane szczegółowe badanie błony dziewiczej, ale sam stan błony dziewiczej daje często niejednoznaczne rezultaty. 
W październiku 2018 roku Rada Praw Człowieka ONZ, ONZ Kobiety i Światowa Organizacja Zdrowia (WHO) stwierdziły, że należy zaprzestać testów dziewictwa, ponieważ jest to bolesna, upokarzająca i traumatyczna praktyka, stanowiąca przemoc wobec kobiet. 